# والتر وارد
والتر وارد (بالإنجليزية: Walter Ward)‏ (1 يناير 1869 ببرمنغهام في المملكة المتحدة - ) هو لاعب كرة قدم بريطاني (وحمل سابقاً جنسية المملكة المتحدة لبريطانيا العظمى وأيرلندا) في مركز حراسة المرمى. لعب مع برمنغهام سيتي.